# Georgiens håndboldforbund
Georgiens håndboldforbund (georgisk: საქართველოს ხელბურთის ფედერაცია, forkortet GHF) er det georgiske håndboldforbund. Forbundets hovedkvarter ligger i Georgiens hovedstad Tbilisi. Forbundet er medlem af det europæiske håndboldforbund, European Handball Federation (EHF) og det internationale håndboldforbund, International Handball Federation (IHF). Forbundet har ansvaret for herrelandsholdet og damelandsholdet